# WASP-25
WASP-25 är en ensam stjärna belägen i den södra delen av stjärnbilden Vattenormen. Den har en skenbar magnitud av ca 11,87 och kräver ett kraftfullt teleskop för att kunna observeras. Baserat på parallax enligt Gaia Data Release 2 på ca 4,71 mas beräknas den befinna sig på ett avstånd av ca 692 ljusår (ca 212 parsec) från solen. Den rör sig närmare solen med en heliocentrisk radialhastighet av ca -2,7 km/s.

## Egenskaper
WASP-25 är en gul till vit stjärna i huvudserien av spektralklass G4 Den har en massa av ca 1,0 solmassa, en radie av ca 0,92 solradie och har en effektiv temperatur av ca 5 600 K. Stjärnan är något metallfattig (85 procent av solens mängd) och är förmodligen en ung stjärna som precis har kommit in i huvudserien.

## Planetsystem
Exoplaneten WASP-25b av typen het Jupiter upptäcktes 2010 vid WASP-25. Planeten skulle ha en jämviktstemperatur på 1 212 ± 35 K. En Rossiter-McLaughlin-effektbaserad studie 2011 fann en svag avvikelse av planetens omloppsplan från stjärnans rotationsaxel med 14,6 ± 6,7 grader. En studie av beboelighet 2018 fann att WASP-25b inte negativt påverkar stabiliteten hos planetbanor i den beboeliga zonen av WASP-25.
| Planet | Massa          | Halv storaxel (AE) | Siderisk omloppstid (d) | Excentricitet | Inklination   | Radie          |
| ------ | -------------- | ------------------ | ----------------------- | ------------- | ------------- | -------------- |
| b      | 0,58 ± 0,04 MJ | 0,0474 ± 0,0018    | 3,764825 ± 0,000005     | 0             | 88,33 ± 0,32° | 1,26 ± 0,05 RJ |